# Trojićke
Trojićke (ukr. Троїцьке) – osiedle typu miejskiego w obwodzie ługańskim na Ukrainie, siedziba władz rejonu trojickiego.

## Historia
Miejscowość założona w roku 1827.
W 1989 liczyło 8326 mieszkańców.
W 2013 liczyło 7906 mieszkańców.